# Rasul Katinovasov
Rasul Katinovasov –en ruso, Расул Катиновасов– (22 de abril de 1969) es un deportista ruso que compitió en lucha libre. Ganó una medalla de bronce en el Campeonato Europeo de Lucha de 1995, en la categoría de 82 kg.

## Palmarés internacional
| Campeonato Europeo | Campeonato Europeo  | Campeonato Europeo | Campeonato Europeo |
| Año                | Lugar               | Medalla            | Categoría          |
| ------------------ | ------------------- | ------------------ | ------------------ |
| 1995               | Friburgo (Alemania) | Medalla de bronce  | 82 kg              |